# براندون اسکوبار
براندون اسکوبار (به انگلیسی: Brandon Escobar) زاده ۲۵ سپتامبر ۱۹۹۰ است. او کشتی گیر کشور هندوراس است.